# Châtillon-sous-les-Côtes
Châtillon-sous-les-Côtes é uma comuna francesa na região administrativa de Grande Leste, no departamento de Meuse. Estende-se por uma área de 10,68 km². Em 2010 a comuna tinha 181 habitantes (densidade: 16,9 hab./km²).